# Jásd
Jásd là một thị trấn thuộc hạt Veszprém, Hungary. Thị trấn này có diện tích 10,28 km², dân số năm 2010 là 780 người, mật độ 76 người/km².